# Оман на Светском првенству у атлетици у дворани 2014.
Оман је учествовао на Светском првенству у атлетици у дворани 2014. одржаном у Сопоту од 7. до 9. марта. Репрезентацију Омана на њеном седмом учествовању на светским првенствима у дворани представљао је један атлетичар који се такмичио у трци на 60 метара.,
На овом првенству Оман није освојио ниједну медаљу али је два пута остварен лични рекорд сезоне.

## Учесници
Мушкарци:
- Баракат Ал-Харти — 60 м

## Резултати

### Мушкарци
| Атлетичар        | Дисциплина | Лични рекорд | Квалификације | Квалификације | Полуфинале | Полуфинале | Финале               | Финале       | Детаљи |
| Атлетичар        | Дисциплина | Лични рекорд | Резултат      | Место         | Резултат   | Место      | Резултат             | Место        | Детаљи |
| ---------------- | ---------- | ------------ | ------------- | ------------- | ---------- | ---------- | -------------------- | ------------ | ------ |
| Баракат Ал-Харти | 60 м       | 6,67 НР      | 6,69 кв, ЛРС  | 4. у гр. 4    | 6,68 ЛРС   | 7. у гр. 3 | Није се квалификовао | 20 / 43 (44) |        |